# Nibelungens Ring
Der Ring des Nibelungen (Nibelungens Ring) er en operacyklus bestående af fire episke operaer eller musikdramaer, der er skrevet af den tyske komponist Richard Wagner. Wagner skrev librettoen og partituret i løbet af 26 år: fra 1848 til 1874.
Operaerne er løst baserede på figurer fra de nordiske sagaer og fra det middelhøjtyske heltekvad, Nibelungenlied. De fire operaer er:
- Das Rheingold (Rhinguldet)
- Die Walküre (Valkyrien)
- Siegfried
- Götterdämmerung (Ragnarok)

Værket omtales ofte som Ringen.
Cyklussen er et monumentalt værk og er noget særligt alene på grund af sin længde: En fuld opførelse af værket tager normalt fire aftener i operahuset, idet der totalt er omkring 15 timers musik, afhængig af dirigentens tempo. Den første og korteste af operaerne, Das Rheingold, varer typisk to en halv time, mens den sidste og længste, Götterdämmerung, kan vare op til seks en halv time.
Selv om de enkelte operaer kan opføres som selvstændige værker, kræver en fuld forståelse af historien, at publikum hører alle fire operaer i den rigtige rækkefølge, sådan som det var komponistens hensigt. Das Rheingold er et forspil, "Vorabend". Ringen begynder egentlig med Die Walküre, Siegfried og Götterdämmerung fik undertitlerne første, anden og tredje dag.
Historien er episk: Den følger kampe mellem guder, helte og mytiske skabninger om den magiske ring, som har givet værket navn, og som giver magt over hele verden. Dramaet involverer tre generationer hovedpersoner. Det endelige sammenbrud indtræffer ved afslutningen af Götterdämmerung.
Musikken består af mange lag og bliver stedse mere kompleks, efterhånden som handlingen skrider frem. Wagner skrev for et stort orkester med en stærkt udvidet blæsersektion med nye instrumenter som wagnertuba, bastrompet og kontrabastrombone. Wagner byggede et særligt operahus i Bayreuth, Bayreuther Festspielhaus, hvor det var tanken, at værket skulle opføres. Teatrets scene og orkestergrav er specielt konstrueret, så sangernes stemmer og orkestrets lyd blandes harmonisk, uden at sangerne behøver at synge unaturligt kraftigt, hvilket ville være særdeles anstrengende i betragtning af værkernes længde.

## Rolleliste
- Guderne
  - Wotan (basbaryton)
  - Fricka (mezzosopran)
  - Freia (sopran)
  - Donner (baryton)
  - Froh (tenor)
  - Erda (kontraalt)
  - Loge (tenor)
  - Norner (kontraalt, mezzosopran, sopran)
- Vølsunger
  - Siegmund (tenor)
  - Sieglinde (sopran)
  - Siegfried (tenor)
- Valkyrier
  - Brünnhilde (sopran)
  - Waltraute (mezzosopran)
  - Helmwige (sopran)
  - Gerhilde (sopran)
  - Siegrune (mezzosopran)
  - Schwertleite (mezzosopran)
  - Ortlinde (sopran)
  - Grimgerde (mezzosopran)
  - Rossweisse (mezzosopran)
- Rhindøtre
  - Woglinde (sopran)
  - Wellgunde (sopran)
  - Flosshilde (kontraalt)
- Kæmper
  - Fasolt (basbaryton)
  - Fafner (bas)
- Nibelunger
  - Alberich (baryton)
  - Mime (tenor)
- Dødelige
  - Gunther (baryton)
  - Gutrune (sopran)
  - Hagen (bas)
  - Hunding (bas)
- En skovfugl (sopran)

## Historien i og kilderne tilRingen
Verden skabes i en mytisk tid og slutter med gudeverdenens undergang. Ringen handler om en magisk ring, der giver magt over hele verden. Den blev smedet af dværgen Alberich af guld, som han stjal fra Rhinen. Adskillige mytiske figurer kæmper i løbet af operaerne for at eje ringen, herunder Wotan (på dansk: Odin), den øverste af guderne. Wotans plan, der omfatter flere generationer, er en af drivkræfterne i handlingen. Helten Siegfried erobrer ringen, som Wotan havde tænkt det, men han bliver senere forrådt og slået ihjel. Værket ender med, at valkyrien Brünnhilde smider ringen tilbage i Rhinen, hvorefter verden går op i flammer, og guderne dør.
Wagner skabte historien om ringen ved at sammensætte elementer fra forskellige tyske og skandinaviske myter og historier. De gamle nordiske eddaer gav stof til store dele af Das Rheingold, mens Die Walküre i høj grad er baseret på Vølsungensagaen. Siegfried indeholder elementer fra eddaerne, vølsungensagaen og Thidreks saga, hvorimod den sidste opera, Götterdämmerung, trækker på det højtyske digt, Nibelungenlied, der synes at have været Wagners egentlige inspirationskilde, og efter hvilket cyklussen da også har navn. En detaljeret studie af Wagners kilder og hans behandling af dem findes i Deryck Cookes ufærdige værk, I Saw the World End, og i Ernest Newmans Wagner Nights. Om det filosofiske grundlag for Ringen har Bryan Magee skrevet Wagner and Philosophy.
Værket benytter således nordiske myter og tysk middelalderstof, men Wagner har i sin sammenvævning af sine forlæg til en sammenhængende historie tilsat kilderne mange moderne tanker og ideer. En af de overordnede ideer i Ringen er temaet om kærligheden, som associeres med naturen og med friheden, overfor magten, som associeres med samfundet og loven. I den første scene i Ringen håner dværgen Alberich, der afsværger kærligheden, en handling der giver ham magt over verden, fordi han da kan smede den magiske ring. I sidste scene af den første opera mister han atter ringen – og forbander den.
Ringen har fra første færd været genstand for en lang række af fortolkninger. I The Perfect Wagnerite argumenterer George Bernard Shaw fx for, at Ringen egentlig er en socialistisk kritik af det industrialiserede samfund, hvorimod Robert Donington i Wagner’s Ring and its Symbols fortolker den efter Jungs psykologi som en studie i udviklingen af ubevidste, mentale arketyper.

## Musikken i Der Ring des Nibelungen
Allerede i sine tidligere operaer var Wagner slået ind på en vej, der førte væk fra den gængse operas opdeling i recitativer og arier. Men i Ringen går han et skridt videre og gennemkomponerer operaen, så hver akt bliver uden pauser i musikken. I et essay Oper und Drama om operateori fra 1851 beskriver Wagner den måde poesi, musik og bildende kunstarter skal indgå i Das Kunstwerk der Zukunft (Fremtidens kunstværk). Han benyttede herefter betegnelsen musikdramaer og refererede sjældent til sine værker som ”operaer”.

### Ledemotiver
Som et grundlag for sine musikdramaer brugte Wagner grundtemaer, der som regel kaldes ledemotiver. Et ledemotiv er en genkommende melodi og/eller en harmonisk progression, som nogle gange er bundet til en bestemt toneart og ofte til bestemte instrumenter. Et ledemotiv er et musikalsk signal om en handling, en genstand, en følelse, en person eller et emne, der nævnes i teksten eller optræder på scenen.
I Oper und Drama refererer Wagner til dem som følelsesanvisninger og forklarer, hvordan de kan bruges til at oplyse lytteren gennem kommentarer til det, der foregår på scenen; på samme måde som koret kommenterer handlingen i et græsk drama. Andre komponister havde brugt ledemotiver før Wagner, men i Ringen blev de brugt i uhørt grad og kombineret på nye og intelligente måder.
De fleste vigtige emner i Ringen følges af et ledemotiv; faktisk består store dele af musikken udelukkende af ledemotiver, fx i Götterdämmerung, hvor Siegfrieds rejse på Rhinen (Siegfrieds Rheinfart) beskrives gennem en udvikling af Siegfried-temaet og siden Rhin- og Gibichung-temaerne. De mange ledemotiver i Ringen er typisk en en musikalsk reference til en person eller en direkte eller indirekte henvisning til librettoen. Flere af dem optræder i flere af operaerne, nogle af dem i alle fire. Som det er tilfældet med skovfuglen, kan der være knyttet flere motiver til én af stykkets roller.
Som cyklussen skrider frem, bruges motiverne i stadigt mere indviklede kombinationer, særligt fra og med tredje akt i Siegfried. Wagner var inspireret af Liszt, der kunne skabe en dynamisk udvikling fra et ledemotiv til et andet: Wagner anvender i Das Rheingold et tema, der er forbundet med den nyligt smedede rings magt. Det transformeres til det motiv, der er knyttet til Valhal, Wotans nyligt byggede slot, hvorfra han som den øverste af guderne vil herske over verden gennem sin lov symboliseret af hans spyd. Musikken antyder her noget, der ikke udtrykkes i teksten: Ring-motivet knyttes til Valhal, som vil gå under sammen med ringen, men på dette tidspunkt er forbindelsen kun udtrykt musikalsk.
De ideer om orkestrering og tonalitet, som Wagner bragte frem med dette værk, er af stor betydning for vestlig musik. Wagner skrev for et meget stort orkester med 17 forskellige instrumentgrupper, der både optræder hver for sig og i en række forskellige kombinationer for at udtrykke den store række af begivenheder og følelser, der optræder i dramaet. Wagner bestilte endda flere nye instrumenter, der skulle specialfremstilles for at indfri hans kunstneriske ambitioner. Han fik produceret den såkaldte wagnertuba, hvis lyd skulle ligge mellem et valdhorn og en basun, trombone. Også den såkaldte bastrompet, et hidtil ukendt instrument, fik en fremtrædende rolle.

## Instrumentering
Nibelungens Ring er skrevet for et stort orkester med følgende besætning:
- 3 fløjter (3. med piccolo)
- 1 piccolofløjte
- 4 oboer (4. med engelskhorn)
- 3 klarinetter
- 1 basklarinet
- 3 fagotter (3. med kontrafagot)
- 8 valdhorn (5.-8. med wagnertubaer)
- 3 trompeter
- 1 bastrompet
- 3 basuner
- 1 kontrabasbasun
- 1 kontrabastuba
- pauker
- slagtøj
- 6 harper
- 16 violin I
- 16 violin II
- 12 bratscher
- 12 violoncelli
- 8 kontrabasser

I kort form ser det således ud: 4++.4+.4+.3+./8++++.4+.4+.1./pk.perc./6hp/16-16-12-12-8

### Instrumenter på scenen
- I Rhinguldet skal der bruges: 1 harpe + 18 ambolte i forskellig størrelse
- I Valkyrien skal der bruges: 1 oksehorn i C
- I Siegfried skal der bruges: 1 engelskhorn + 1 valdhorn
- I Ragnarok skal der bruges: 1 valdhorn i C, 4 valdhorn i F, oksehorn i C, Des og D.

### Reduceret besætning
Desuden er der udsendt to forskellige versioner med reduceret orkesterbesætning:
- 3 fløjter (2 med piccolo)
- 3 oboer (1 med engelskhorn)
- 3 klarinetter (1 med basklarinet)
- 3 fagotter
- 6 horn (3 med wagnertubaer)
- 3 trompeter
- 1 bastrompet (ad lib.)
- 3 basuner
- 1 tuba
- pauker
- slagtøj
- 2 harper
- strygere

I kort form: 3++.3+.3+.3./6+++.3(+1).3.1./pk.perc./2hp./str.
- 3 fløjter (1 med piccolo)
- 2 oboer (1 med engelskhorn)
- 2 klarinetter (1 med basklarinet)
- 2 fagotter
- 4 horn
- 2 trompeter
- 3 basuner
- 1 tuba
- pauker
- slagtøj
- harpe
- strygere

I kort form: 3+.2+.2+.2./4.2.3.1./pk.perc./hp./str.

## Ringens tilblivelseshistorie

### Teksten
I sommeren 1848 skrev Wagner sin første prosaskitse til værket, Der Nibelungen-Mythus, Entwurf zu einem Drama (Nibelungenmyten, et udkast til et drama), hvori han forenede middelalderlige kilder og sammenskrev dem til en handling, der skulle vise sig at ligge tæt på den endelige historie, omend der var væsentlige forskelle. Senere på året skrev han en libretto med titlen Siegfrieds Tod (Siegfrieds død), formentlig inspireret af en række artikler i Neue Zeitschrift für Musik. Tidsskriftet inviterede komponister til at skrive en national opera, der skulle bygge på Nibelungenlied, et højtysk digt fra det 12. århundrede. Det blev genfundet i 1755 og blev omtalt af tyske romantikere som et tysk ”nationalepos”. Hovedpersonen var netop helten Siegfried, der optræder i Wagners Siegfrieds Tod.
I 1850 skrev Wagner et udkast til musikken til Siegfrieds Tod. Han følte behov for en forudgående opera, som skulle forklare begivenhederne, der førte til handlingen i Siegfrieds Tod. Teksten til operaen Der junge Siegfried, senere blot kaldet Siegfried, var færdig i maj 1851. I oktober samme år traf Wagner beslutningen om at udvide værket til en cyklus bestående af fire værker. I december 1852 var teksten færdig.

### Musikken
I modsætning til teksten skrev Wagner musikken til værkerne i kronologisk rækkefølge og startede med at komponere Das Rheingold i november 1853. Han fortsatte med at komponere indtil 1857, hvor han var blevet færdig med partituret til og med anden akt af Siegfried. Wagner lagde da arbejdet til side – i 12 år. I den periode skrev han Tristan und Isolde og Die Meistersinger von Nürnberg.
I 1869 boede Wagner i Tribschen ved Vierwaldstättersøen understøttet af Kong Ludwig II af Bayern. Han genoptog arbejdet med at komponere Siegfried, hvor han var endt 12 år tidligere; i oktober fik han tillige færdiggjort partituret til cyklussens sidste værk, som i stedet for Siegfrieds Tod fik titlen Götterdämmerung, idet guderne går til grunde; i modsætning til den oprindeligt planlagte afslutning.

## Opførelser

### De første iscenesættelser
Trods Wagners protester, insisterede Kong Ludwig på, at der blev givet særlige forpremierer på Das Rheingold og Die Walküre på Nationaltheater i München, før resten af Ringen fik premiere. Das Rheingold fik premiere den 22. september 1869 og Die Walküre den 26. juni 1870. Wagner forsinkede nu bevidst bekendtgørelsen om, at Siegfried var færdig, for at undgå, at også denne opera skulle blive førsteopført imod hans ønsker.
Wagner havde nemlig længe ønsket at tegne og opføre et særligt festivalhus, hvor Ringen skulle opføres. I 1871 besluttede han sig for at huset skulle bygges i den bayerske by, Bayreuth, og året efter flyttede han dertil, og grundstenen blev lagt. I de følgende to år forsøgte han at skaffe penge til byggeriet, men hans held var til at overse. Det var Kong Ludwig, der reddede projektet i 1874 ved at donere de fornødne midler, så den første komplette opførelse af Ringen kunne finde sted 13. til 17. august 1876 i Das Bayreuther Festspielhaus. Det var impresarioen Alfred Schulz-Curtius, der arrangerede den første udenlandske opførelse af ringcyklussen. Den fandt sted i London i 1882 i Angelo Neumanns iscenesættelse med Anton Seidl på dirigentpodiet. I Italien fik Ringen først premiere i 1883 på Teatro La Fenice i Venedig, byen hvor Wagner var død blot to måneder forinden.

### Senere opførelser

#### Bayreuth
Den komplette cyklus opføres de fleste år ved festivalen i festspilshuset i Bayreuth: Premieren på en ny iscenesættelse tiltrækker nøglepersoner som politikere, skuespillere, musikere og sportsfolk. Billetter til disse opførelser og til forestillingerne i Bayreuth i særdeleshed er svære at få fat i og må bestilles år i forvejen.
Ringen er et krævende værk at gå i gang med for et operakompagni; at sætte fire operaer op i sammenhæng kræver både kunstnerisk engagement og økonomisk vovemod. De fleste operahuse bruger et par år på at sætte Ringen op, med premiere på et eller to af værkerne om året på vej frem mod den samlede opførelse. I den henseende indtager Bayreuth en særstatus, idet en ny cyklus næsten altid produceres på ét år.
Ringcyklussen er blevet iscenesat på mange forskellige måder af forskellige operakompagnier. De tidligste opførelser fulgte som regel Wagners egne iscenesættelse fra Bayreuth, og den praksis, har også stadig stor betydning. Efter at festspilshuset var lukket under Anden Verdenskrig fortsatte Wagners børnebørn Wieland og Wolfgang Wagner i den såkaldt ”nye stil”, som lagde mere vægt på de menneskelige aspekter af historien og nedtonede det eventyrlige. De abstrakte kulisser hjalp til det.
Den måske mest berømte moderne iscenesættelse af Ringen er fra 1976, 100-året for førsteopførelserne. Patrice Chéreau som instruktør og Pierre Boulez som dirigent førte handlingen frem til den industrielle revolution: Rhinens dyb var skiftet ud med en dæmning ved et vandkraftværk. De grå kulisser var befolket med mennesker og guder udklædt som forretningsfolk; opsætningen var klart inspireret af læsning af Ringen som et revolutionært drama og en kritik af den moderne verden, som det fremgår af George Bernard Shaws berømte The Perfect Wagnerite. De første opførelser blev buet ud, men i 1980 efter den sidste forestilling i Bayreuth, gav publikum et 90 minutter langt bifald. Produktionen betragtes nu som en banebrydende klassiker.

#### Traditionalisme versus nyfortolkning
Der er to typer iscenesættelser: Dem der ønsker at følge Wagners originale anvisninger om scenens indretning og regibemærkninger (fx Peter Hall, Bayreuth, 1983), og dem, der forsøger at fortolke Ringen for et moderne publikum med nye kulisser, kostumer og rekvisitter, som Wagner selv ikke kunne genkende (fx Richard Jones, Royal Opera, 1994-1996).
Visse operakompagnier som fx Seattle Opera sætter en ny ringcyklus op hvert 4. til 6. år. I Seattle spilles Ringen i 2009, og der er planlagt opførelser i 2013.
I 2004 opførtes Ringen i sin helhed for første gang i Australien: i Adelaide i Elke Neidhardts instruktion. Optagelserne af disse opførelser er i handelen og er de første optagelser af værket, der kan fås i SACD-format.
Canadian Opera Company opførte sin første ringcyklus i 2006 ved åbningen af det nye opera- og ballethus i Toronto, Four Seasons Centre for the Performing Arts. Værket blev her instrueret af to canadiske filminstruktører Atom Egoyan og François Girard.
Der er flere eksempler på kontroversielle opførelser: den iscenesættelse, der er planlagt til opførelse i Los Angeles i 2010, har allerede skabt uro blandt lokale yndere af Wagner. Cyklussen iscenesættes af den tyske kunstner Achim Freyer og dirigeres af James Conlon.
Nogle operakompagnier opfører Ringen i nedskalerede versioner. I 1990 opførte The City of Birmingham Touring Opera (der nu hedder Birmingham Opera Company) værket over to aftener i en komprimeret udgave på ca. 9½ time for 12 solister og for blot 18 musikere. Den komprimerede og premierede udgave, kaldet Sagaen om Ringen (eng. The Ring Saga), blev lavet af komponisten Jonathan Dove i samarbejde med instruktøren Graham Vick. Denne version har også været vist i USA på Opera Theater of Pittsburgh og på Long Beach Opera.

#### Danske opførelser
Die Walküre, det lettest tilgængelige af de fire værker, blev opført først på Det Kongelige Teater i København. Det skete i 1891. I 1909 opførte teatret for første gang i Danmark den samlede cyklus; det blev til i alt seks opførelser af Ringen mellem 1909 og 1912. I overensstemmelse med datidens praksis for operaopførelser blev den sunget i dansk oversættelse, der var foretaget af Karl Gjellerup. Først i de senere år er teateret gået over til at opføre de fleste operaer på originalsproget med danske tekster over scenen.
Anden gang hele Ringen var sat op i Danmark var i 1975, hvor et svensk gæstespil opførte en enkelt cyklus med sopranen Birgit Nilsson i rollen som Brünnhilde. I 1987 blev værket opført af Den Jyske Opera i Musikhuset i Århus.
Den Kongelige Opera opførte de fire operaer i maj 2006 på Operaen på Dokøen i København i en iscenesættelse af Kasper Holten. Hans version ser handlingen fra Brünnhildes synspunkt, fra en feministisk vinkel. I nøglescene i Die Walküre er det fx Sieglinde og ikke Siegmund, som trækker sværdet Notung ud af træets stamme. Og i Götterdämmerung dør Brünnhilde ikke, men føder Siegfrieds barn.
I august 2013 blev Ringen opført i den reducerede udgave, i Christianskirken i København, som en hyldest til komponisten i hans 200 års fødeår. Dirigent: Niels Borksand, besætning: Stig Fogh Andersen, Tina Kiberg, Gitta-Maria Sjöberg, Per Bach Nissen, Lars Fosser, Morten Staugaard, Ronnie Johansen m.fl.

## Indspilninger af den komplette ringcyklus
Ringen er opført i sin helhed mange gange, men der findes relativt få komplette indspilninger af den. Det skyldes sikkert økonomiske overvejelser. De fire operaer spiller ca. 15 timer og kræver mange plader, bånd eller CD’er for ikke at tale om lang tid i studiet. Derfor er mange komplette ringindspilninger uofficielle optagelser af live-opførelser, særligt fra Bayreuth, for de nye iscenesættelser transmitteres som regel af tysk radio.
Mange af liveoptagelserne er i mono og med en svingende lydkvalitet, men de har en dramatisk intensitet og et nærvær, som studieindspilningerne kan mangle. De kan oftest indfange et præcist udtryk.

### Udvalgte CD-indspilninger
- Wilhelm Furtwängler, La Scala Opera Orchestra, 1950. Live, mono. [Music & Arts, Gebhardt]
- Wilhelm Furtwängler, Orchestra Sinfonica e Coro della Radio Italiana, 1953. Live, mono. [EMI, Gebhardt]
- Clemens Krauss, Orchester der Bayreuther Festspiele, 1953. Live, mono. [Gala, Archipel]
- Joseph Keilberth, Orchester der Bayreuther Festspiele, 1955. Live, stereo. [Testament]
- Joseph Keilberth, Orchester der Bayreuther Festspiele, 1952 and 1953. Live, mono. Forskellige pladeselskaber.
- Hans Knappertsbusch, Orchester der Bayreuther Festspiele, 1956. Live, mono. [Music & Arts]
- Hans Knappertsbusch, Orchester der Bayreuther Festspiele, 1957. Live, mono. [Music & Arts]
- Hans Knappertsbusch, Orchester der Bayreuther Festspiele, 1958. Live, mono. [Melodram]
- Sir Georg Solti, Wiener Philharmoniker, 1958–1965. Studieindspilning, stereo. [Decca/Polygram records]/
- Herbert von Karajan, Berliner Philharmoniker, 1966–1970. Studieindspilning, stereo. Deutsche Grammophon/Polygram]
- Karl Böhm, Orchester der Bayreuther Festspiele, 1966-67. Live, stereo. [Philips]
- Hans Swarowsky, Großes Symphonieorchester, 1968. Studieindspilning, stereo (Remastered i 1995). [Weltbild Verlag]
- Sir Reginald Goodall, English National Opera Orchestra, 1975. Live, stereo. Sunget på engelsk (Andrew Porters oversættelse). [Chandos]
- Pierre Boulez, Orchester der Bayreuther Festspiele, 1980–1981. Live, stereo. [Philips]
- Marek Janowski, Staatskapelle Dresden, 1980–1983. Studieindspilning, stereo. [Eurodisc/BMG]
- James Levine, Metropolitan Opera Orchestra, 1987–1989. Studieindspilning, stereo. [Deutsche Grammophon]
- Sir Bernard Haitink, Symphonieorchester des Bayerischen Rundfunks, 1988-1991. Studieindspilning, stereo. [EMI Classics]
- Wolfgang Sawallisch, Bayerische Staatsoper, 1989. Live, stereo. [EMI Classics]
- Daniel Barenboim, Orchester der Bayreuther Festspiele, 1991-1992. Live, stereo. [Warner Classics]
- Günter Neuhold, Badische Staatskapelle, 1993–1995. Live fra Badisches Staatstheater Karlsruhe, stereo. [Bella Musica, Documents]
- Asher Fisch, Adelaide Symphony Orchestra, 2006-2007. Live, multichannel, fra The State Opera of South Australia. Hybrid SACD. [Melba Recordings]
- Hartmut Haenchen, Nederlands Philharmonisch Orkest, 2005. Live, multichannel, fra Muziektheater Amsterdam. Hybrid SACD. [Et'Cetera 2007]

### Udvalgte DVD-inspilninger
- Pierre Boulez, Orchester der Bayreuther Festspiele, 1980–1981. [Philips/Deutsche Grammophon]
- James Levine, Metropolitan Opera Orchestra, 1990. [Deutsche Grammophon 073 043-9]
- Daniel Barenboim, Orchester der Bayreuther Festspiele, 1991-1992 [Warner Classics]
- Hartmut Haenchen, Nederlands Philharmonisch Orkest, 2006 [Opus Arte]
- Bertrand de Billy, Orquestra Simfònica del Gran Teatre del Liceu, 2006 [BBC Opus Arte]
- Michael Schønwandt, Det Kongelige Kapel, 2008 "The Copenhagen Ring" [Decca Music Group]

De fire førstnævnte kan også købes som lyd-CD’er.

## Parodier
I 1957 lavede Chuck Jones tegnefilmsparodien What's Opera, Doc?, der brugte musik fra bl.a. Die Walküre og Siegfried. Filmen sætter fokus på forholdet mellem Siegfried og Brünnhilde, som spilles af hhv. Elmer Fjot og Snurre Snup.
Gilbert og Sullivans komiske opera Iolanthe, der fik premiere i 1882, samme år som Ringen blev sat op i London, kan også indeholde elementer, der er tænkt som en parodi på Ringen og andre operaer af Wagner.
Anthony Burgess' udgave af historien fra 1961 i form af romanen The Worm and the Ring flytter handlingen til en skole i Oxfordshire.
Anna Russel udgav i 1953 albummet Anna Russel Sings! Again? hvor hun klarer hele Ringen på A-siden.